# تصحيف
التَّصحِيف هو كتابة كلمة أو قراءتها على غير ما هي عليه، ويرجع ذلك لاستشكال سماع أحد حروفها أو رسمه بحيث يشابه حرفًا آخر، وقيل هو تغيير لفظ الكلمة الناشئ عن تشابه حرفها.

قال حمزة الأصفهاني: 
ومن الأمثلة الشهيرة على التصحيف ما ورد عن توما الحكيم، وهو طبيب، ولكن تطبّبه مِن الكتب، وقد وقع التصحيف في بعض كتبه قبل عصر تنقيط الحروف، فكان يقرأ: الحية السوداء شفاء مِن كلّ داء، تصحّفت كلمة (حبّة ) إلى (حيّة) فمات بسبب تطُبّبه خَلق كثير. وفيه قال أبو حيان النحوي: